# Pierre Stroobants
Pierre Jules Gérard Stroobants (Deurne, 2 mei 1924 - Bevekom, 21 augustus 1980) was een Belgisch senator en burgemeester.

## Levensloop
Stroobants werd landbouwer en voorzitter van de Beroepsunie van landbouwers voor de provincie Brabant. Hij zetelde in de Nationale Arbeidsraad en in de Centrale Economische Raad.
In 1964 werd hij gemeenteraadslid voor Deurne in Waals-Brabant en bleef dit tot in 1976. Hij werd van 1971 tot 1976 burgemeester van die gemeente. Na de fusie tot wat de nieuwe gemeente Bevekom werd, was hij vanaf 1977 eerste schepen tot aan zijn dood.
Bij de wetgevende verkiezingen van 1965 was hij in het arrondissement Nijvel Rassemblement Wallon-kandidaat voor de Senaat, maar werd niet verkozen. In maart 1968 was hij opnieuw kandidaat, maar werd weer niet verkozen. Wel werd hij van 1968 tot 1971 provinciaal senator. Dat jaar werd hij rechtstreeks verkozen als senator en vervulde dit mandaat tot in 1977.
In 1977, gelet op de spanningen binnen de Rassemblement Wallon, stapte hij over naar de liberalen van de PRLW. Bij de verkiezingen van dat jaar werd hij niet herkozen in de Senaat. In 1979 werd hij ondervoorzitter van de PRL-federatie voor Waals-Brabant en lid van het nationaal bureau van zijn partij.